# Beynost

Beynost este o comună în departamentul Ain din estul Franței.